# HD 127726
Désignations
HD 127726 est une étoile binaire de la constellation du Bouvier, située à 240 ± 10 al (74 ± 4 pc) de la Terre.